# Ylimmäinen Vuontisjärvi
Ylimmäinen Vuontisjärvi och Vuontisjärvi, eller Vuontisjärvet är sjöar i Finland. De ligger i kommunen Enontekis i landskapet Lappland, i den norra delen av landet, 1 000 km norr om huvudstaden Helsingfors. Ylimmäinen Vuontisjärvi ligger 509 meter över havet. Omgivningarna runt Ylimmäinen Vuontisjärvi är i huvudsak ett öppet busklandskap. Arean är 1,42 kvadratkilometer och strandlinjen är 14,74 kilometer lång. Sjön  ingår i Torne älvs huvudavrinningsområde. 